# Hennie Dompeling
Hendrikus (Hennie) Dompeling (Haarlemmermeer, 9 april 1966 – 25 maart 2023) was een Nederlands kleiduivenschutter.
Hij nam vijfmaal deel aan de Olympische Spelen, maar won hierbij geen medailles. Zijn beste prestatie leverde hij op de Spelen van 2000 in Sydney waar hij vierde werd. In 1991 en 1992 werd hij tweemaal derde op het Wereldkampioenschap kleiduivenschieten. Bij de Europese kampioenschappen werd hij in 1995 tweede en in 1991, 1992 en 1994 derde.
Dompeling was aangesloten bij Kleiduiven Schiet Vereniging Clay Busters in Hijken.
Dompeling overleed op 56-jarige leeftijd.